# Bachicoltura
La bachicoltura (o sericoltura) è l'allevamento del baco da seta (Bombyx mori) per la produzione di bozzoli da cui si ricava il filo di seta.

## Etimologia
Il termine bachicoltura, sta per "coltura del baco". Sericoltura invece, deriva dal latino "sericus", seta, dal quale poi deriverà il termine italiano sericite, minerale molto diffuso in oriente, di lucentezza pari a quella della seta.

## Storia

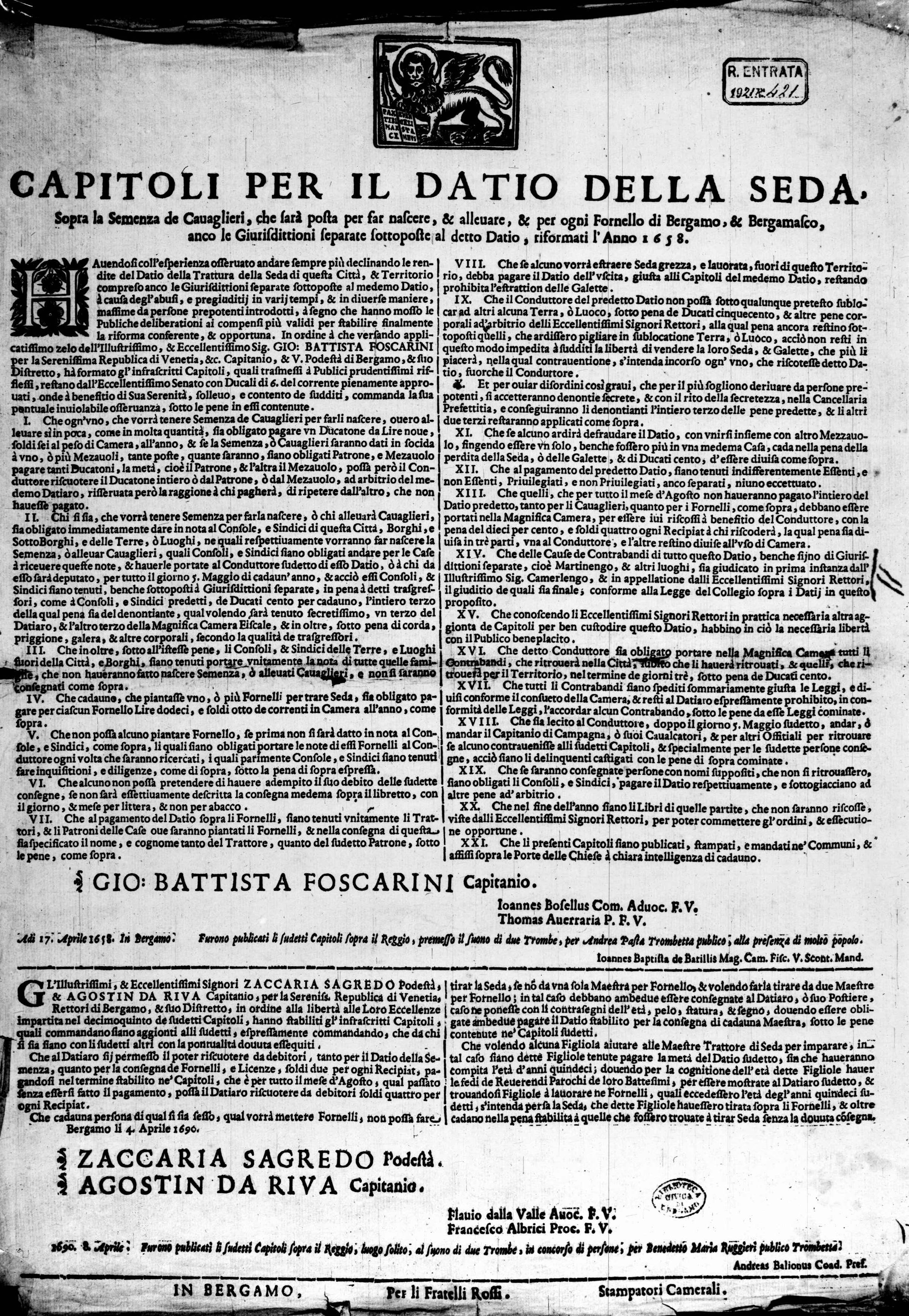
Capitoli per il dazio della seta, Bergamo 1690

La bachicoltura comincia ad essere praticata in Cina, probabilmente già nel VII millennio a.C. La leggenda vuole che la sua nascita sia dovuta all'imperatrice Xi Ling Shi, moglie dell'imperatore Huang Di: fu lei che si accorse del filamento serico, dopo che un bozzolo le era caduto accidentalmente nella tazza di tè bollente. Per millenni fu un procedimento tenuto segreto, in modo da poter mantenere il monopolio cinese della produzione della seta. Nonostante ciò, in epoche successive, si sono verificate fughe dell'arte della produzione della seta verso Il Giappone, la Corea e l'India.

### Europa
In Europa, sebbene l'Impero romano conoscesse e apprezzasse la seta, la conoscenza della sericoltura è giunta solo intorno al 550, attraverso l'Impero bizantino; la leggenda dice che monaci agli ordini dell'imperatore Giustiniano furono i primi a portare a Costantinopoli alcune uova di baco da seta nascoste nel cavo di alcune canne.

### Il XII secolo

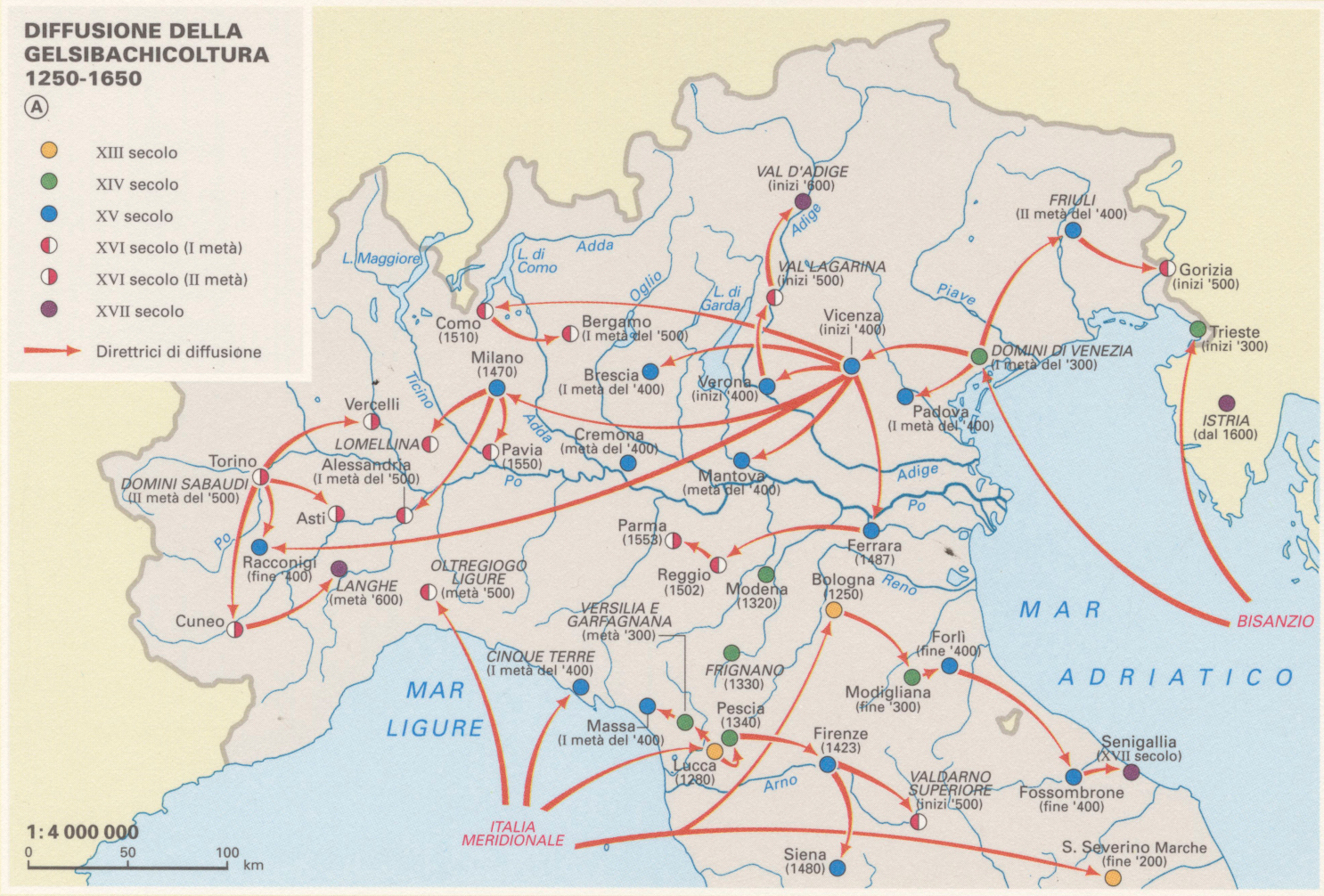
Diffusione della gelsibachicoltura nell'Italia settentrionale tra il 1250 e il 1650

In Italia, le prime piantagioni di gelso si sono avute nel XII secolo nel Regno delle Due Sicilie. Dal XII secolo l'Italia fu la maggior produttrice europea di seta, primato che le venne conteso dalla zona di Lione in Francia nel XVII secolo. L'allevamento dei bachi fu un importante reddito di supporto all'economia agricola e la produzione e commercio di tessuti, assieme a quella della lana, un'industria molto redditizia, che diede ricchezza e potere alle corporazioni che praticavano l'Arte della Seta a Firenze.
Con la rivoluzione industriale la bachicoltura ebbe un grande sviluppo, soprattutto nel nord Italia, per fornire le nascenti filande industriali di materia prima. Il baco da seta fu importato dai cinesi in Europa e la Cina tuttora è la maggiore produttrice della seta.

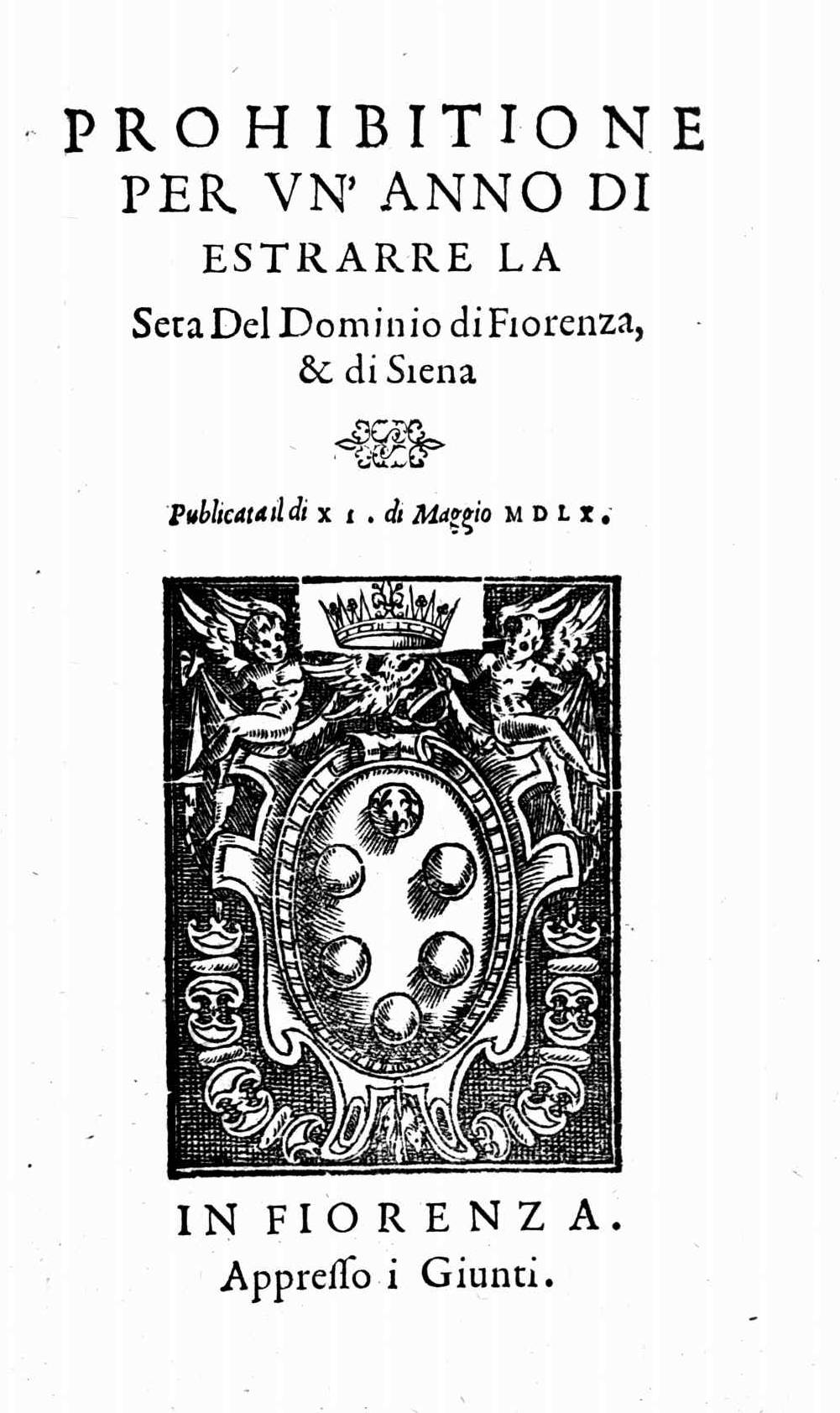
Prohibitione per un anno di estrarre la seta del dominio di Fiorenza e di Siena, 1575
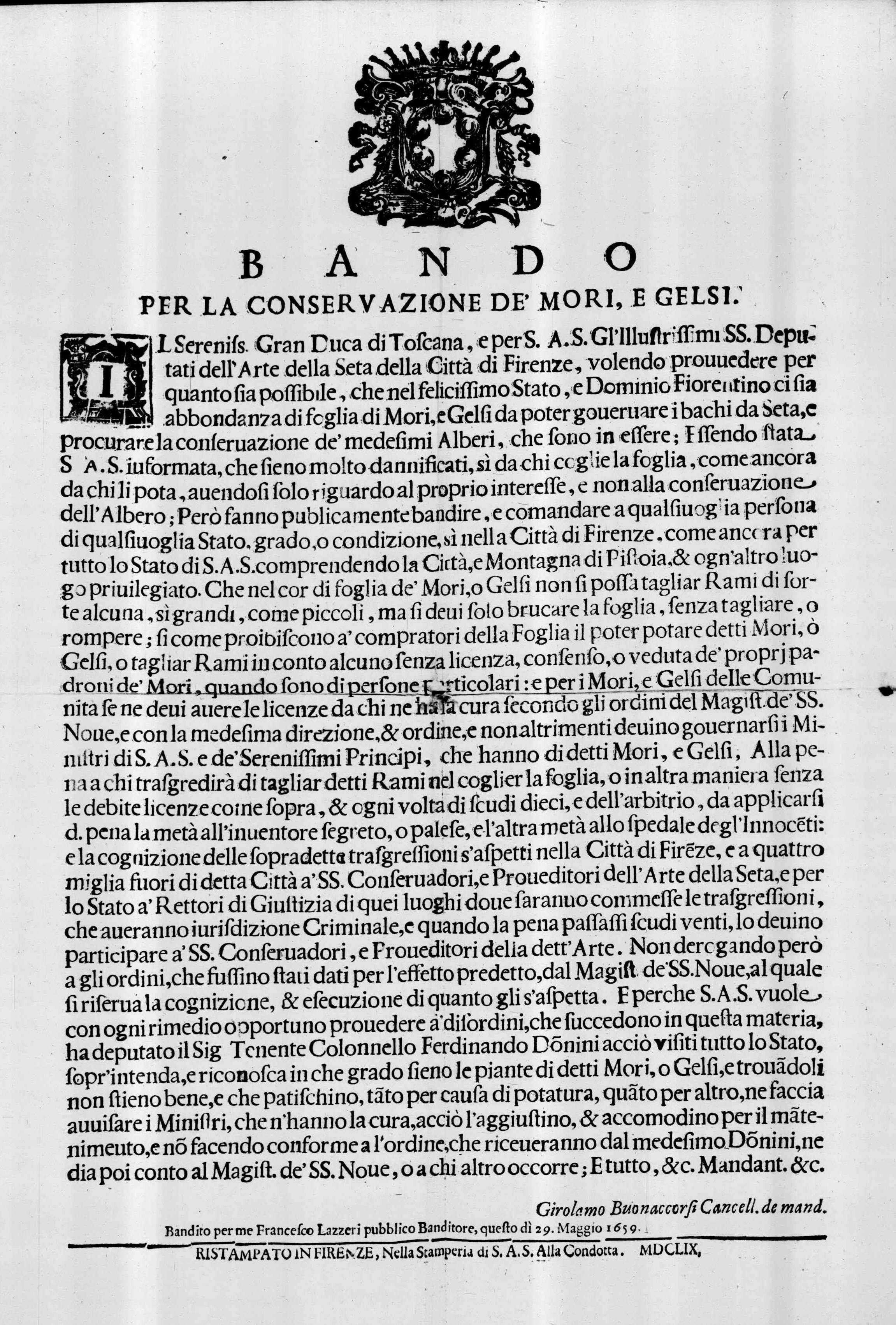
Bando per la conservazione de mori, e gelsi, Firenze 1659

### Il declino italiano

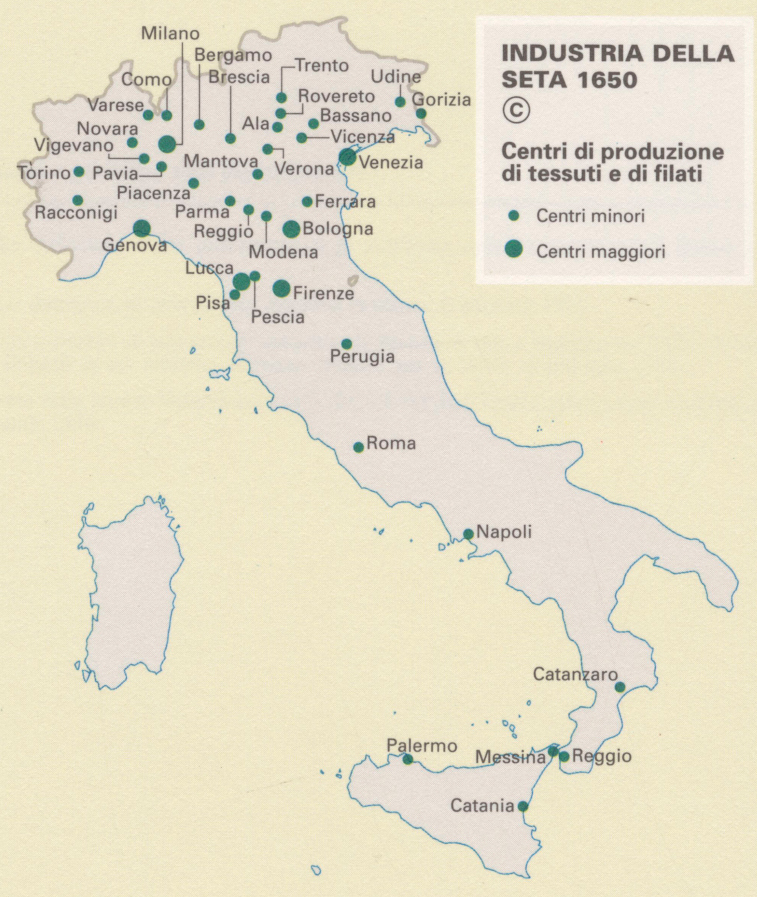
Industria della seta: centri di produzione di tessuto e filati in Italia nel 1650.

La produzione di bozzoli in Italia cominciò a declinare nel periodo tra le due guerre mondiali fino a scomparire dopo l'ultima, a causa di due fattori: la produzione di fibre sintetiche e il cambiamento dell'organizzazione agricola, dove l'allevamento dei bachi era affidato ai singoli contadini e mezzadri soprattutto alle donne e ai bambini. Con l'inurbamento e l'industrializzazione la concorrenza estera divenne insostenibile.
Oggi la bachicoltura in Italia è praticamente scomparsa, poche aziende allevano bachi per una piccola produzione artigianale di nicchia o come esempio didattico. Degna di segnalazione è la Sezione specializzata per la bachicoltura di Padova.

## L'allevamento del baco

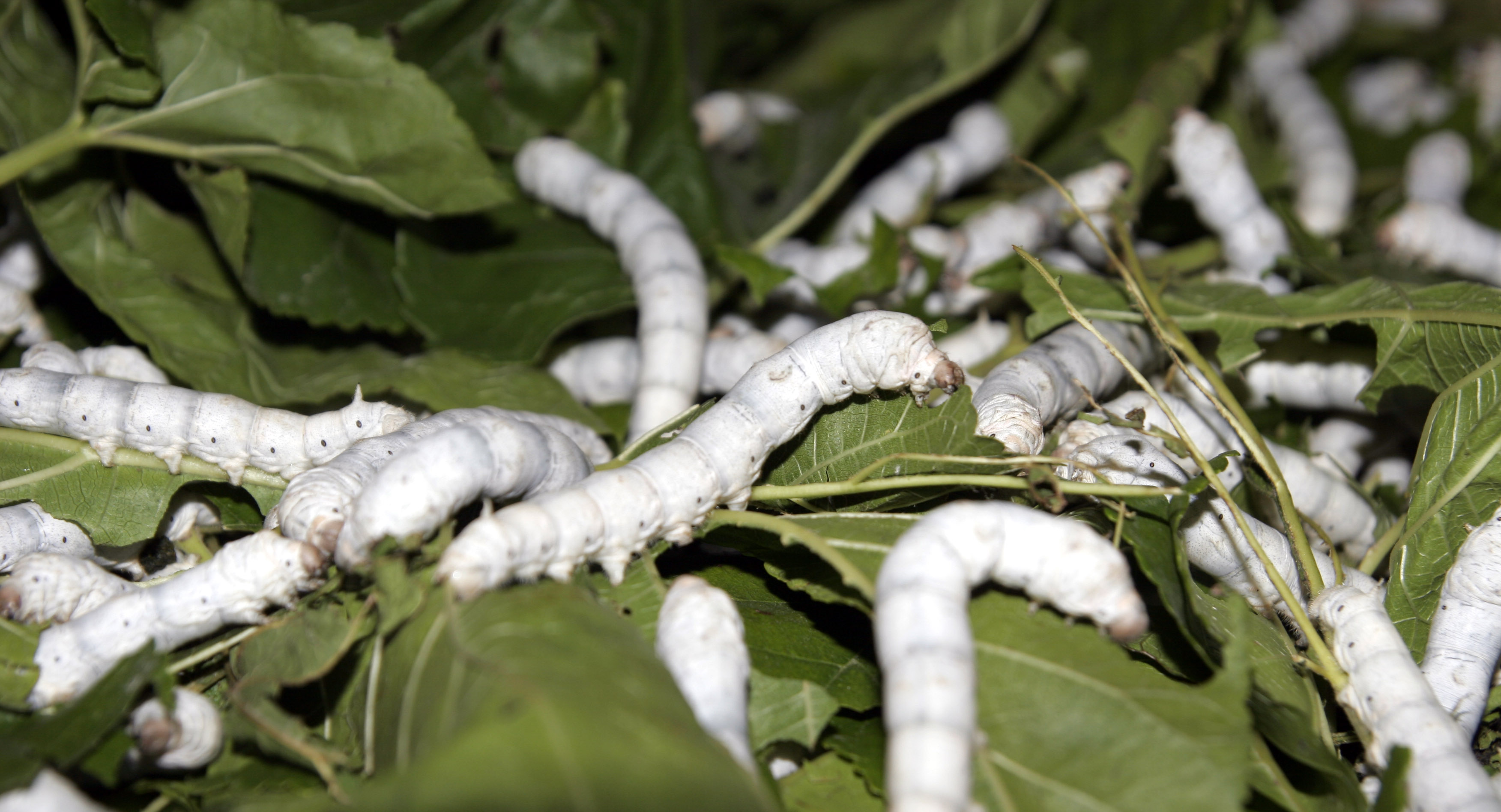
Bachi di 21 giorni

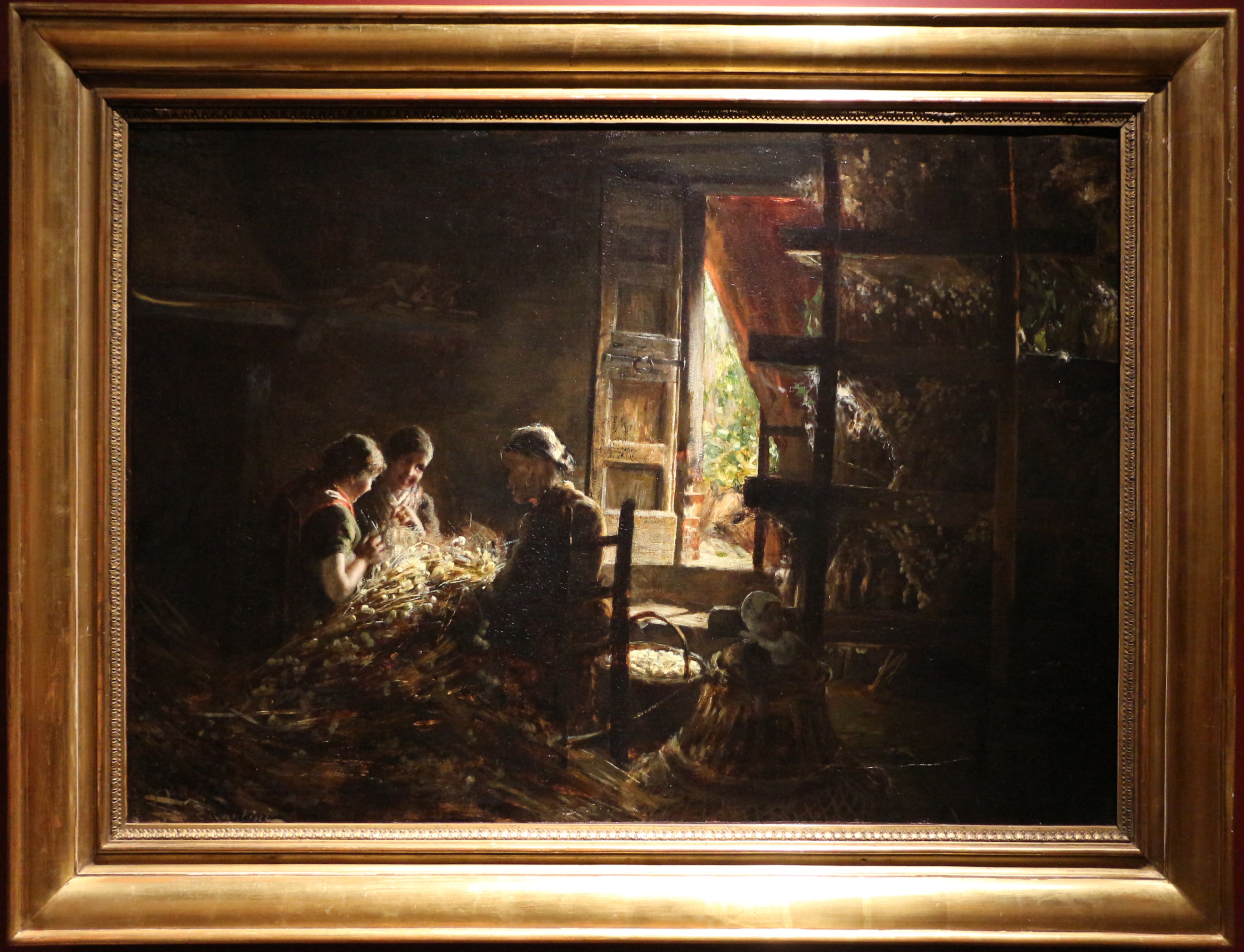
Dipinto di Giovanni Segantini raffigurante la raccolta dei bozzoli in una famiglia brianzola (1882-83), a destra si osservano i graticci sovrapposti con "il bosco" e i bozzoli

Il baco si nutre esclusivamente delle foglie dei gelsi, piante del genere Morus (famiglia Moraceae), in particolare Morus alba (gelso bianco o comune) e Morus nigra (gelso nero).
Le sue uova (dette semenza) si schiudono tra la fine di aprile e l'inizio di maggio, quando le foglie sugli alberi si sono completamente formate.
Si sviluppa attraverso quattro mute (cambi di pelle) fino alla costruzione del bozzolo:
- La prima età larvale (una settimana circa);
- La seconda età larvale (una settimana circa);
- La terza età larvale (cinque giorni circa);
- La quarta età larvale (cinque giorni circa);
- La quinta età larvale (quattro giorni circa);
- Salita al bosco al completamento del bozzolo serico.

L'allevamento veniva curato nelle case dei contadini e le stanze adibite a questo scopo avevano, oltre alle finestre, aperture supplementari sopra le porte o sotto le finestre stesse per garantire l'aerazione. Per contenere i bachi si costruivano graticci o intelaiature in legno con fondo in canne o tela, sovrapponibili per risparmiare spazio.
I piccoli bachi nati dalle uova venivano messi sui graticci e alimentati con foglia fresca finemente trinciata, i letti venivano periodicamente ripuliti per evitare malattie al baco. 
Alla terza età la foglia veniva somministrata più volte al giorno, intera, ed alla quarta, con tutto il ramo.
In 27/28 giorni, passando attraverso quattro dormite, i bachi crescevano fino a diventare lunghi 7/8 centimetri ed insieme a loro cresceva la quantità di cibo necessaria e lo spazio occupato.
I bachi salgono al bosco, si arrampicano su mazzi di frasche secche dove cercano un posto sicuro per costruire il bozzolo dove compiere la metamorfosi in crisalide. La costruzione dura 3/4 giorni.

## Dimensioni
Per i bachi nati da 20 000 uova le necessità di spazio e cibo aumentano in questo modo a ogni età:
- prima, un metro quadrato, 10 kg di foglia;
- seconda, due metri quadrati, 20 kg;
- terza, cinque metri quadrati, 70 kg;
- quarta, dieci metri quadrati, 180 kg;
- quinta, 600 kg.

La quantità di bozzoli da loro prodotta è di 35/40 kg. Da 100 kg di bozzoli si ricavano 20/25 kg di seta cruda e 15 kg di cascami.
Bachi di razza diversa producono bozzoli di differente colore: bianco candido (i più pregiati), da tonalità di giallo tenue fino ad arancione (meno pregiati).
Nelle zone del Nord Italia, soprattutto in pianura, sono ancora visibili filari di gelsi a testimonianza della diffusione che quest'industria ebbe sul territorio.